# 375 Ursula
375 Ursula este un asteroid din centura principală, descoperit pe 18 septembrie 1893, de Auguste Charlois.